# Балапития

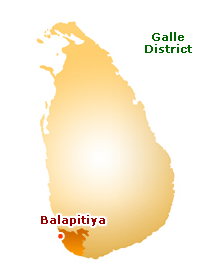

Балапития (синг. источник силы) — небольшая рыбацкая деревня на побережье Индийского океана, Шри-Ланки.  Примерно 100 км к югу от Коломбо, недалеко от города Амбалангода (англ.). Ближайший населённый пункт к водно-болотным угодьям Маду-Ганга.
Балапития является одним из 12 административных секретариатств округа Галле. Среди известных уроженцев Балапитии — буддийский монах Гунананда из Мигеттуватты (англ.), участник христианско-буддийского диспута в Панадуре.
С 1921 по 1926 год в Балапитии работал Сирил де Зойса (англ.), политик, общественный деятель и лидер движения возрождения буддизма в Шри-Ланке.
Здесь проживает старая семья цейлонских моуров.

## Примечание
1. ↑  Sletat.ru. Туры Балапития Шри-Ланка 2025, ✈ бронирование отелей и цены на отдых, 44098 путёвок. Слетать.ру. Дата обращения: 20 июня 2025.
2. ↑  Пляж Балапития, Шри-Ланка | Шри-Ланка — Ланка.ру. Дата обращения: 20 июня 2025.
3. ↑  Wappu Lebbe Marikkar (Wapu Rala) Family. www.worldgenweb.org. Дата обращения: 20 июня 2025.